# John Wellborn Root

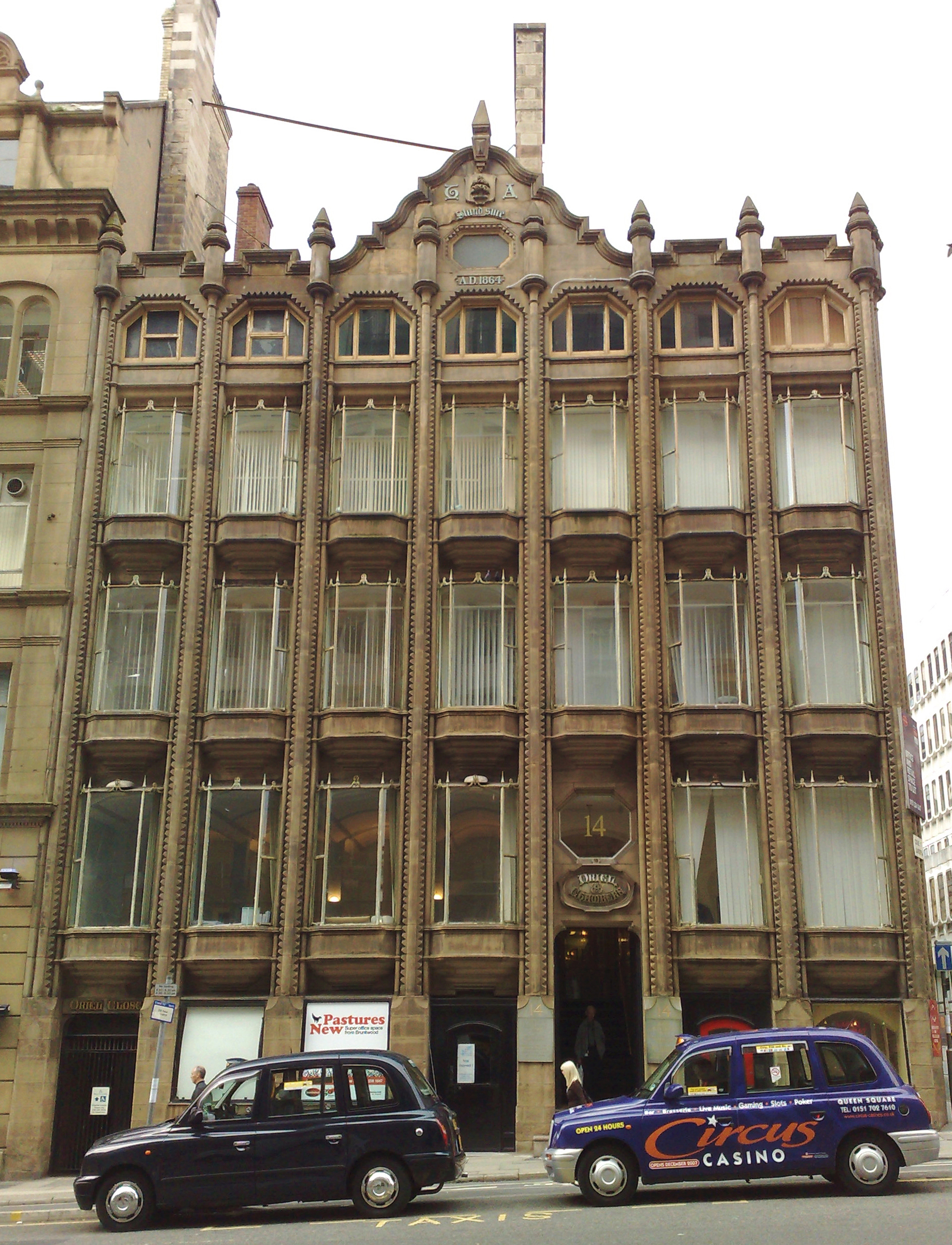
Oriel Chambers, Liverpool, Engeland, 1864. 's Werelds eerste gebouw met een vliesgevel. De stenen elementen zijn decoratief. Het gebouw werd gebouwd terwijl Root studeerde in Liverpool.

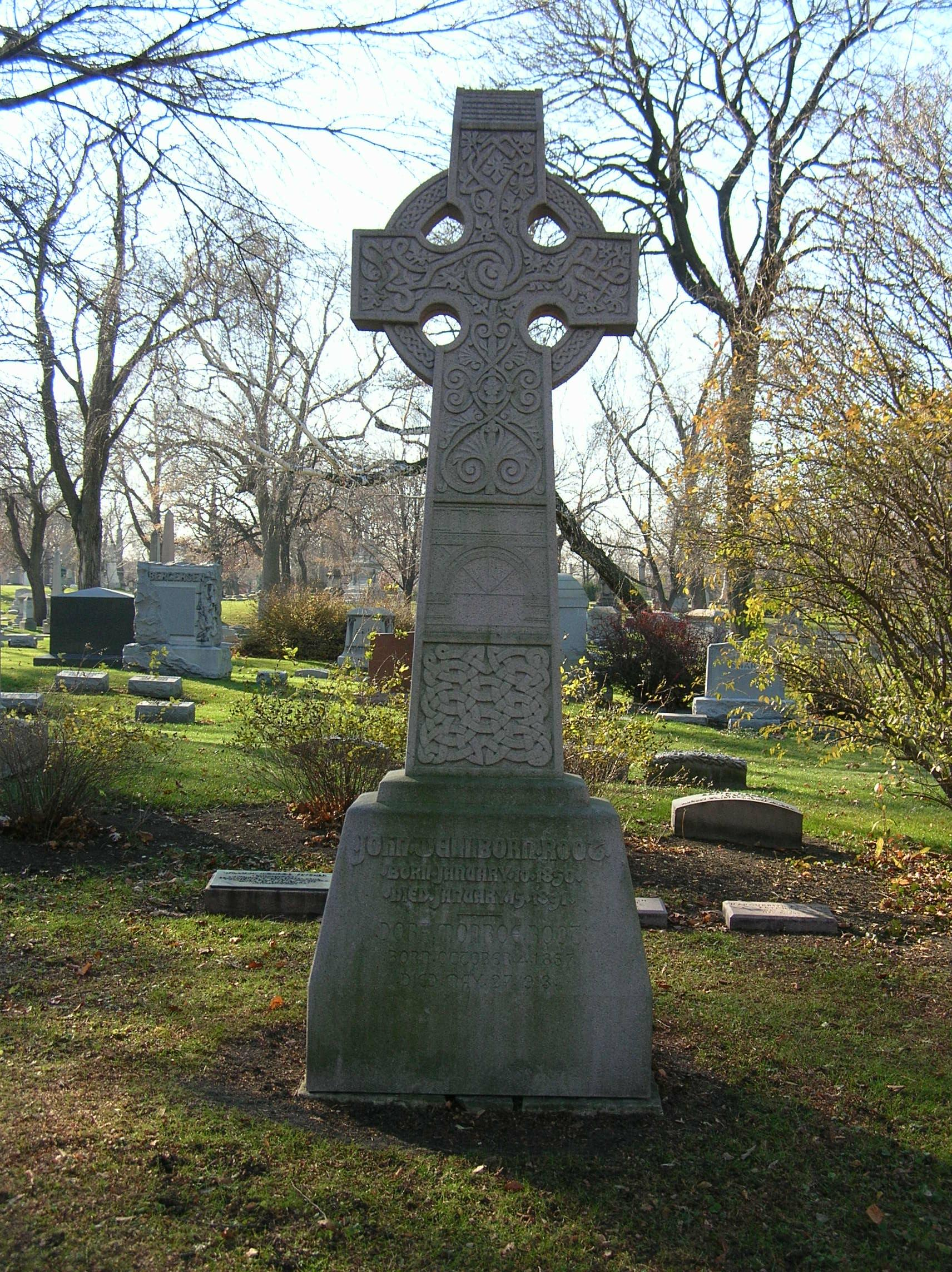
Grafsteen van John Wellborn Root

John Wellborn Root (10 januari 1850 – 15 januari 1891) was een Amerikaanse architect. Root maakte in samenwerking met Daniel Burnham verschillende gebouwen in Chicago, welke nu van monumentale betekenis zijn. Zo is het Rookery Building geregistreerd als National Historic Landmark; andere gebouwen zijn benoemd tot Chicago Landmarks en geregistreerd in het National Register of Historic Places. John Wellborn Root was een van de bedenkers van de Chicago School stijl. In 1958 ontving hij uitgereikt door het American Institute of Architects een AIA Gold Medal.

## Jeugd en educatie
Root werd geboren in 1850 in Lumpkin, als de zoon van Sidney Root en zijn vrouw, Mary H. Clark.  Hij was vernoemd naar zijn oom Marshall Johnson Wellborn. Root groeide op in Atlanta, waar hij thuis geschoold werd.  Toen de Amerikaanse Burgeroorlog uitbrak, stuurde zijn vader hem en twee andere jongens met een stoomschip naar Engeland, terwijl zijn moeder en zus naar Cuthbert vluchtten.
In Liverpool studeerde Root aan de Clare Mount School.  Zijn latere ontwerpen zouden beïnvloed zijn door het werk van de Engelse architect Peter Ellis, ontwerper en bouwer van 's werelds eerste twee gebouwen met metalen constructie en vliesgevel, Oriel Chambers (1864) en 16 Cook Street (1866).
Nadat Root was teruggekeerd naar de Verenigde Staten, ontving hij een academische graad van de New York-universiteit in 1869.

## Carrière
Na zijn afstuderen nam John Wellborn Root eerst een onbetaalde baan bij de architect James Renwick, Jr. van het bureau Renwick and Sands in New York. Later nam hij een positie bij John Butler Snook in New York. In dienst van Snook werkte Root als constructie supervisor bij de bouw van het Grand Central Terminal.  De architectuur van Henry Hobson Richardson heeft grote invloed gehad op het werk van John Wellborn Root.
In 1871 verhuisde Root naar Chicago, waar hij een baan kreeg als tekenaar bij een architectenbureau. Daar ontmoette hij Daniel Burnham en twee jaar later, in 1873, richtten de twee jonge mannen een eigen bureau op genaamd Burnham and Root; ze werkten 18 jaar samen.  Tijdens de economische crisis in 1873 verdiende Root bij met baantjes bij andere bureaus en als organist bij de First Presbyterian Church.
Root ontwikkelde nieuwe constructietechnieken, om een fundering te creëren zodat hoge gebouwen niet weg zouden zakken in de moerassige bodem van Chicago.  De eerste keer dat Root gebruik maakte van deze revolutionaire technieken was bij het Montauk Building in 1882.  Later verplaatste hij het gebruik van de stalen constructie naar de verticaal dragende muren in het Phenix Building uit 1887, naar voorbeeld van het Home Insurance Building van William Le Baron Jenney uit 1885.
Root, Burnham, Dankmar Adler en Louis Sullivan vormden de Western Association of Architects, omdat ze zich gekleineerd voelden door architecten van de Oostkust van de Verenigde Staten.  Root was daar de directeur in 1886. In 1887 werd hij gekozen als de directeur van het American Institute of Architects.
John Wellborn Root werkte aan het plan voor de World's Columbian Exposition in Chicago. Dit werd niet meer tijdens zijn leven gestructureerd.

## Huwelijk, familie en overlijden
Root trouwde in 1879 met Mary Louise Walker, maar ze stierf zes weken later als gevolg van tuberculose. In 1882 hertrouwde hij met Dora Louise Monroe (de zus van Harriet Monroe).  Hun zoon John Wellborn Root, Jr. werd later ook werkzaam als architect in Chicago.
Root stierf in 1891 op 41-jarige leeftijd door een longontsteking.  Hij werd begraven op het Graceland Cemetery.

## Belangrijke gebouwen
- Grannis Block (1880)
- Montauk Building (1882–1883)
- Rookery Building (1885), National Historic Landmark (NHL)
- Phenix Building (1887)
- Lake View Presbyterian Church (1888) Lake View Presbyterian
- Monadnock Building (1889), National Register of Historic Places (NRHP)
- Reliance Building (1889)